# Московская (станция метро, Санкт-Петербург)
«Моско́вская» — станция Петербургского метрополитена. Расположена на Московско-Петроградской линии, между станциями «Звёздная» и «Парк Победы».
Станция открыта 25 декабря 1969 года в составе участка «Парк Победы» — «Московская». Наименование получила из-за расположения на Московском проспекте, возле Московской площади. От станции идут автобусы в аэропорт Пулково.

## Вестибюли
Павильоны у станции отсутствуют, вход осуществляется через два подуличных кассовых зала, разнесённых по разные стороны Московской площади, залы сообщаются с поверхностью через подземные переходы. Северный вход («Московская-1») расположен в месте примыкания улицы Типанова и Авиационной улицы к Московскому проспекту. Южный вход («Московская-2») расположен в месте примыкания Алтайской улицы к Московскому проспекту. Он был открыт к 100-летию В. И. Ленина в составе следующего пускового участка в апреле 1970 года. Единственная на линии непересадочная станция, являющаяся «проходной» (два выхода на противоположных концах). Всего в Петербургском метрополитене таких станций семь (Московская, Площадь Ленина, Ленинский проспект, Проспект Ветеранов, Спортивная, Проспект Славы и Дунайская).
Вестибюли, кассовые залы и подземные переходы выполнены по проекту архитекторов А. С. Гецкина, В. П. Шуваловой, К. Н. Афонской, И. Е. Сергеевой и инженеров М. М. Синичкина, А. Д. Евстратова.

## Подземные сооружения
«Московская» — станция закрытого типа («горизонтальный лифт») глубокого заложения (глубина ≈ 29 м). По краям платформ установлены платформенные раздвижные двери. Подземный зал сооружён по проекту архитекторов Н. В. Каменского, С. Г. Майофиса и инженеров Д. И. Селитый, Н. С. Арсеньевой. Является самой длинной станцией закрытого типа в городе, длина платформы была увеличена, чтобы вывести два выхода на разные стороны площади. На этой станции — 52 двери (с каждой стороны платформы расположены 26 дверей, из которых 24 двери используются для посадки/высадки пассажиров, а ещё 2 закрыты и предназначены для подъёма на платформу из тоннеля в случае эвакуации пассажиров).
Выходы со станции располагаются в обоих торцах, в каждом выходе по три эскалатора.

## Особенности проекта и станции
- В переходе «Московская-2» (южный выход) перед дверями станции с обеих сторон имеются гермозатворы, которых нет в другом переходе. Гермоворота с другой стороны станции расположены внизу, в переходе из зала к эскалаторам.
- Ниши дверей самые глубокие среди всех подобных станций в Петербургском метрополитене[2].
- На перегоне к станции «Московская» в 1968 году щитовая проходка была остановлена из-за обнаружения залежей песчаника[3]. Далее проходка осуществлялась вручную — отбойными молотками. Тогда, впервые при сооружении ленинградского метро, был применён буровзрывной метод проходки[2].

## Путевое развитие
За станцией на третьем пути расположен нестандартный трёхстрелочный оборотный тупик, причём таковым он стал в 1997 году, до этого 3-й путь представлял собой некое подобие разъезда — этот путь позже вливался в тоннель 1-го пути.
До 1985 года там находился пункт технического обслуживания (ПТО), затем — экспериментальная система пожаротушения, которая себя не оправдала и вскоре была демонтирована. В 1997 году рельсы в дальней от станции камере съездов, а также возле неё были демонтированы.

## Наземный транспорт

### Автобусные маршруты

#### Городские
| №    | Конечный пункт 1                      | Пересадки | Конечный пункт 2                               |
| ---- | ------------------------------------- | --- | ---------------------------------------------- |
| 3    | Улица Костюшко                        | Предпортовая · Парк Победы · Электросила · Московские ворота · Обводный канал · Лиговский проспект · Площадь Восстания · Маяковская · Московский вокзал · Гостиный двор · Невский проспект · Адмиралтейская | Театральная площадь                            |
| 11   | Предпортовая                          | Проспект Славы Ломоносовская Пролетарская | Троицкое поле                                  |
| 13   | Улица Костюшко                        | Аэропорт | Авиагородок                                    |
| 13а  | Улица Костюшко                        | Аэропорт | Авиагородок, улица Пилотов, 61                 |
| 26   | Кировский завод                       | Автово Ленинский проспект Парк Победы Электросила Московские ворота Обводный канал Лиговский проспект | Площадь Восстания Маяковская Московский вокзал |
| 31   | Улица Костюшко                        | Проспект Славы Международная Елизаровская | Площадь Бехтерева                              |
| 39   | Улица Костюшко                        | Аэропорт | Пулково                                        |
| 39э  | Московская                            | Аэропорт | Пулково                                        |
| 50   | Малая Балканская улица                | Купчино Звёздная Парк Победы Электросила Московские ворота Фрунзенская Технологический Институт Сенная Площадь Садовая Спасская                                                                             | Театральная площадь                            |
| 59   | Звёздная улица                        | Звёздная Проспект Славы | Бухарестская                                   |
| 62   | Улица Костюшко                        | Предпортовая Электросила | Московские ворота                              |
| 90   | Улица Костюшко                        | Аэропорт | ЖК «Зелёный квартал»                           |
| 114  | Счастливая улица                      | Елизаровская Проспект Славы Ленинский проспект | Большой Смоленский проспект                    |
| 130  | Московская                            | Ленинский проспект Проспект Ветеранов Сосновая поляна Лигово | Проспект Маршала Жукова                        |
| 141  | Звёздная улица                        | Звёздная Проспект Славы Обводный канал Лиговский проспект | Площадь Восстания Маяковская Московский вокзал |
| 147  | Улица Костюшко                        | Аэропорт | Красное Село, Октябрьская улица                |
| 150  | Улица Костюшко                        | Аэропорт Лесное | Посёлок Лесное                                 |
| 155  | Улица Костюшко                        | Аэропорт | Александровская                                |
| 187  | Московская                            | Аэропорт Царское Село | Пушкин, Железнодорожная улица                  |
| 187а | Московская                            | Аэропорт | Экспофорум                                     |
| 226  | улица Пионерстроя                     | Ленинский проспект Парк Победы Электросила | Московские ворота                              |
| 239  | Петергофское шоссе                    | Ленинский проспект Проспект Славы Ломоносовская | Кудрово, ТК «Мега»                             |
| 243  | Московское шоссе, 33                  | Ленинский проспект | Балтийский бульвар                             |
| 244  | Московская                            | Кировский завод | Кировский завод                                |
| 246  | Купчино                               | Проспект Славы Ленинский проспект Проспект Ветеранов Лигово | Проспект Маршала Жукова                        |
| 252  | Улица Костюшко                        | Аэропорт Павловск | Павловск, Звериницкая улица                    |
| 281  | Шушары, Старорусский проспект         | Шушары Звёздная Парк Победы Электросила | Московские ворота                              |
| 299  | Улица Костюшко                        | Аэропорт Павловск | Павловск, СНТ «Павловское-2»                   |
| 301  | Московская                            | Аэропорт | Красное Село, Геологическая улица              |
| 333  | Московская                            | Ленинский проспект Сосновая Поляна Лигово | Проспект Маршала Жукова                        |
|      | Московская (Московский проспект, 197) | | Экспофорум                                     |
|      | Московская (Московский проспект, 197) | | Пулковское шоссе, ОРП «Мезоджи» (Ситилинк)     |

#### Пригородные
| №   | Конечный пункт 1 | Пересадки | Конечный пункт 2   |
| --- | ---------------- | --------- | ------------------ |
| 431 | Московская       | Аэропорт  | Гатчина-Варшавская |

### Трамвайные маршруты
| №   | Конечный пункт 1       | Пересадки                                                       | Конечный пункт 2       |
| --- | ---------------------- | --------------------------------------------------------------- | ---------------------- |
| 29  | Мясокомбинат           | Звёздная Парк Победы Электросила Московские ворота              | Трамвайный парк № 1    |
| 29В | Проспект Юрия Гагарина | Парк Победы Электросила Московские ворота                       | Трамвайный парк № 1    |
| 45  | Купчино                | Дунайская Проспект Славы Международная Бухарестская Парк Победы | Проспект Юрия Гагарина |

### Троллейбусные маршруты
| №  | Конечный пункт 1      | Пересадки                                            | Конечный пункт 2       |
| -- | --------------------- | ---------------------------------------------------- | ---------------------- |
| 27 | Площадь Конституции   | Проспект Славы Ломоносовская Улица Дыбенко           | Река Оккервиль         |
| 29 | Улица Солдата Корзуна | Ленинский проспект Проспект Ветеранов Проспект Славы | Сортировочная          |
| 35 | Проспект Героев       | Ленинский проспект Проспект Славы Международная      | Сортировочная          |
| 45 | Проспект Героев       | Ленинский проспект                                   | Звёздная улица         |
| 47 | Московская            | Проспект Славы Купчино                               | Малая Балканская улица |

## Ремонтные работы на станции
- В период с 8 ноября 2010 по 10 января 2011 года проводились работы в подземных переходах и вестибюлях станции с ограничением пассажиропотока[7].
- Южный вход станции был закрыт с 7 февраля по 26 декабря 2022 года на время капитального ремонта[8]. В отремонтированном вестибюле появились новые турникеты, тактильно-контактная разметка для слепых пассажиров, отдельный вход для маломобильных пассажиров[8]. Отремонтированы ряд помещений, эскалаторы, пешеходный переход[8].